# Gebhard I. (Regensburg)
Gebhard I. († 27. März 1023) war der 14. Bischof von Regensburg von 994 bis 1023.
Obwohl der Vorgänger, der Heilige Wolfgang mit Otto III. als seinen Nachfolger Tagino bestimmt hatte und dieser auch bereits in Regensburg erwählt wurde, entschied sich Otto III. zugunsten von Gebhard I. aus der Familie von Andechs-Dießen. Gebhard I. war der erste Bischof, der nicht zugleich Abtbischof des Klosters Sankt Emmeram war. Wolfgang hatte dem Kloster mit dem Abt Ramwod zur Selbständigkeit verholfen. Dies förderte das geistliche und kulturelle Leben des Klosters enorm, bedeutete zugleich für das Bistum einen großen wirtschaftlichen Verlust. Gebhard I. versuchte über das Kloster wieder den ursprünglichen Einfluss zu erlangen, was zu massiven Spannungen führte. Der Konflikt wurde auch unter Heinrich II. fortgeführt, der zugunsten des Klosters intervenierte. Mit der Gründung des Klosters Prüll übernahm dieses mit der Beherbergung von Fremden eine Aufgabe, die zuvor das Kloster Sankt Emmeram erfüllte.